# José Miguel Ibáñez Barceló
José Miguel Ibáñez Barceló (1912 - 1996) fue un abogado chileno con destacada participación en el ámbito público. 
Ocupó el cargo de Superintendente de Bancos en dos ocasiones: entre 1958 y 1964, y entre 1974 y 1981. Fue miembro del Tribunal Constitucional.

## Familia
Nace en Santiago el 8 de septiembre de 1910. Es hijo de Maximiano Ibáñez Ibáñez y Teresa Barceló Lira.

Casado con María Luisa Langlois Délano en 1935, tuvo siete hijos: José Miguel, Gonzalo, María Luisa, Diego, Pilar, Carmen y Santiago.

Fallece en la ciudad de Santiago en 1996.

## Educación
Abogado de la Universidad de Chile, obtuvo su título en 1935.

## Trayectoria Pública
En 1958 asume como Superintendente de Bancos en reemplazo de Eugenio Puga Fisher.  
El nombramiento fue realizado por el gobierno del Presidente Jorge Alessandri Rodríguez mediante Decreto Supremo de Hacienda N° 
Ocuparía el cargo hasta 1964.
En 1974 asume por segunda vez como Superintendente de Bancos en reemplazo de Enrique Marshall Silva. El nombramiento fue realizado en el régimen militar del General Augusto Pinochet Ugarte. 
En el período de su gestión se registró un incrementro en el número de bancos de 20 registrados en 1974 a 70 hacia mediados de 1981.
Las operaciones de préstamos se incrementaron hasta 18 veces y hubo varios grupos económicos que comenzaron a prestarse dinero a sí mismos, 
generándose la crisis económica de Chile de 1981.
El martes 3 de noviembre de 1981 el régimen militar de Augusto Pinochet Ugarte decide intervenir cuatro bancos y cuatro sociedades financieras.
El diario "El Mercurio" informaba así: "Depositante y acreedores no se verán afectados: Fueron intervenidos cuatro bancos y cuatro financieras." 
"Se trata de los Bancos: Español-Chile, de Talca, de Linares y de Fomento de Valparaíso y de las Financieras Cash, de Capitales S.A., Compañía General Financiera y
Finansur (Financiera Sur)". La intervención fue adoptada por la Superintendencia de Bancos e Instituciones Financieras, luego de comprobar en diversas empresas 
deficiencias en su administración. 
El Superintendente de Bancos explicaba que: 

"...la meta que se perseguía con esta medida era sanear a estas entidades para que pudiesen 
seguir desarrollando sus funciones normalmente. Además, hizo presente que el Banco Central de Chile continuaría prestando a estas instituciones 
el apoyo financiero que se requiriese, mediante créditos o encajes, y que los depositantes o acreedores no se verían afectados en forma alguna."

En este escenario de crisis e incertidumbre, se le solicitó la renuncia al cargo de Superintendente de Bancos.
Fue miembro del Tribunal Constitucional (1981-1986).

## Publicaciones
En 1935 publica su tesis de grado: "Del depósito bancario", Memoria para obtener el grado académico de Licenciado en ciencias jurídicas y sociales de la Universidad de Chile.